# 미셸 푸코
폴미셸 푸코(프랑스어: Paul-Michel Foucault, 1926년 10월 15일 ~ 1984년 6월 25일)는 프랑스의 작가이자 철학자이다.
푸코는 보통 사회 제도에 대한 비판, 특히 정신의학, 의학, 감옥 제도와 성(性)의 역사에 관한 견해와 연구로 알려져 있으며, 또한 일반적으로 권력, 그리고 권력과 지식 사이의 복잡한 관계에 관한 이론으로도 유명하다. 푸코는 자신의 이론에서 권력과 지식의 관계, 그리고 사회 기관을 통해 어떻게 권력과 지식이 사회 통제의 형태로 사용되는지에 관한 문제를 다루었다.
푸코는 뱅센 실험대학 센터 창설에 관여하였으며, 이후 1970년부터 1984년까지 콜레주 드 프랑스에서 스스로 "사유 체계의 역사"라는 이름을 붙인 과목을 강의하는 교수직을 맡았다. 1970년대 정치 활동가로서 푸코는 이민 노동자들을 지원하는 운동에 처음 참여하였으며, 죄수들의 생활 조건을 위해 목소리를 낸 감옥 정보 그룹을 창립하였다.
처음에는 구조주의와 관계를 맺은 푸코는 현재 탈구조주의와 포스트모더니즘 철학에 연관을 띤다고 평가받는 저서들을 집필하였다. 탈구조주의자 또는 포스트모더니스트라는 꼬리표가 붙을 때가 많지만, 푸코 본인은 이를 부정했다. "프랑스론(French Theory)"의 주도적인 인물로서 푸코의 작업은 분과 전공을 막론하고 특히 영미권 학계에서는 상대적으로 여전히 참신하다고 평가받는다. 그의 사상은 다양한 학문 분야에 영향을 미쳤으며, 그중에서도 특별히 언론정보학, 인류학, 사회학, 문화이론, 문학이론, 비판이론 등에 큰 영향을 끼쳤다. <타임즈 고등 교육 가이드>는 2009년 푸코를 세계에서 가장 많이 인용된 인문과학 저자로 설명했다.
푸코는 프랑스에서 에이즈로 사망한 첫 유명 인사 중 하나이다. 푸코의 동반자 다니엘 드페르는 그를 기려 AIDES 협회를 창립하였다.

## 생애

### 초반기
폴미셸 푸코는 1926년 10월 15일 푸아티에 지방의 유력 부르주아지 가정에서 태어났다. 아버지 폴 푸코는 외과 의사이며 해부학 교수로, 그의 아버지 즉 폴미셸 푸코의 할아버지는 퐁텐블로 출신이다. 어머니 안 말라페르는 푸아투 지방 외과 의사 딸이다. 어머니는 방되브르뒤푸아투의 지주로, 농지와 땅을 소유했다. 폴미셸 푸코는 1925년, 즉 그보다 15개월 먼저 태어난 누나 프랑신과 1933년 태어난 남동생 드니라와 함께 자랐다.
유명 외과의사이던 아버지는 장남이 가업을 물려받기를 희망했다. 허나 훗날 외과의사는 차남 드니로가 되었고, 장남 폴미셸은 역사 과목에 심취하였다.
폴미셸 푸코는 이후 이름에서 “폴”을 빼게 된다. 디디에 에리본은 푸코 전기에서 두 가지 가설을 제시한다. 유명 인사와 이름이 겹치지 않고자 바꿨다는 설과 (폴미셸 푸코라는 이름의 머리글자는 PMF로, 피에르 망데스 프랑스의 머리글자와 같다) 푸코의 친구들이 그를 두고 “그[푸코]는 청소년기 싫어한 아버지의 이름을 더 이상 짊어지려 하지 않았다.”라며 말한 것과 같은 이유로 바꿨다는 설이 있다.
어린 시절 푸코의 성적표에는 뛰어난 성적과 평범한 결과가 섞였었다. 푸코는 수학을 심각하게 못했지만, 국어인 프랑스어, 역사, 고대 그리스어, 라틴어 과목에서는 교과 우수상을 매번 석권했다.
하지만 1940년 중학교 3학년 때 푸코의 성적은 갑작스레 떨어진다. 파리 출신 학생들이 푸아티에에 오고 나서 자신이 1등을 할 수 없자 이를 견디지 못했다. 결과적으로 푸코가 유급을 했고, 어머니는 아들을 스타니슬라스 종립(宗立) 중학교에 전학 보내고, 전학 후 얼마 지나지 않아 그는 실력을 발휘한다. 친구 피에르 리비예르 다음으로 2등을 했다. 어머니는 또한 자신의 인맥을 총동원하며, 젊은 학생이던 루이 지라르에게 아들을 맡긴다. 루이 지라르는 푸코에게 “19세기풍으로 된 모호한 칸트주의”를 “되풀이한다.” 그 결과로 그 해 말 푸코는 철학 과목에서 2등을 거머쥔다.
고교 마지막 학년, 푸코의 철학 교사(수도원장 동(dom) 피에로)는 더 실존적이고, 생명적인 고로 파스칼을 지향할 부류와는 반대로, 푸코를 두고 데카르트 지향적인, “철학이 항상 호기심의 대상일 것인” 학생 부류에 속할 것이라 여겼다. 바칼로레아에서 푸코는 철학 과목에서는 20점 만점에 10점을 받으며 전체적으로는 미(美; assez bien)를 받는다. 이 시기부터 푸코는 역사와 관련된, 즉 정치적 사건(가정사보다)에 관한 기억들을 간직하고자 한다. 푸코는 고등학교 시절 기억을 혐오했다. 그는 학교의 종교적인 분위기를 싫어했으며, 자신이 받은 수업을 경멸했다.
아들이 자기가 하고 싶은 공부를 하도록 했던 어머니의 지지를 받으며, 푸코는 아버지에게 대든다 (왜냐하면 “의학 공부에 대한 생각”이 푸코를 공포에 질리도록 만들었기 때문이다). 1943년 9월 푸코는 푸아티에의 리세 앙리 4세에 있던 그랑제콜 준비반에 들어간다. 철학에 대한 늘어가는 관심을 보여주며(물론 역사 과목 역시 경시하지 않고) 이 어린 학생은 반에서 철학 선생과의 대화를 주도해나갔다. “다른 [학생들]은 들러리가 되었다...” 당시 푸코는 외톨이였는데, “그는 매 시간마다 공부했고 타인들과 접점을 별로 가지지 않았다.” 푸코 자신의 말을 인용하자면, 그는 시험 몇 주 전에야 첫 휴식(15분 정도)을 스스로에게 허락했다. 푸코는 “시험, 경쟁, 남들보다 더, 일등이 되어야지, 나같은 이들은 항상 여기에 목매여 살아갔다.”며 훗날 이에 대하여 설명한다. 하지만 1945년, 푸코는 고등사범학교 입학 작문 시험에 낙방한다. 오직 상위 100명만이 다음 시험인 구술 시험에 응시할 수 있었는데 푸코는 101등이었다.
그의 어머니가 수속을 새로 마친 후, 미셸 푸코는 마침내 억압적이었던 푸아티에를 떠나, 1945-1946년도 학기에 파리의 리세 앙리 4세로 입학한다. 푸코의 어머니가 (청소년으로 유약하고 불안정하며 공동 생활을 결단코 거부한) 아들에게 도시의 방 한칸을 계약해 줄 돈을 들고 있었을 무렵, 푸코는 기숙사생들에게 "후줄그레한 촌뜨기", "겉돌고 이해할 수 없는, 자기 자신에게 갇혀있는 아이"로 여겨진다. 푸코는 "미친 사람처럼" 뼈빠지게 공부했다. 푸코가 충격적이고 천재적이라고 여긴 장 이폴리트는 푸코를 사로잡았다. 푸코는 훗날 그에게 콜레주 드 프랑스 자리를 물려줄, 헤겔의 대단한 전문가에게 신세를 졌다고 말하기를 멈추지 않았다. 1975년 푸코는 이폴리트를 두고 그에게 "모든 것을 빚졌다"라고 말하기까지 한다. 이폴리트의 후임으로 온 선생은 젊은 푸코를 두고 그는 "또래 학년보다 매우 뛰어나다 — [공부의] 난해함으로부터 벗어날 수 있을 것이다. — 엄격한 정신이다."라며 말한다. 푸코는 발자크, 스탕달, 지드를 읽으며 이 작가들을 좋아했으나, 무엇보다 더욱이 그는 철학에 점점 더 빠져들게 된다. 푸코의 선생에 따르면, "엘리트 학생"이 되어가던 그는 입학 할 때는 22등을 했었는데 학년 말에는 1등을 했고, 역사 과목은 7등에서 1등이 되었다.
푸코는 1946년 파리 고등사범학교 시험을 4등으로 합격한다.

### 고등사범학교에서 (1946-1951)
"새 인생이 그에게 시작되었다. 힘든 시간을 견뎌왔던 고된 삶. 푸코는 외톨이 소년에, 비사교적에, 타인들과의 관계는 매우 꼬여 있었으며, 매번 갈등을 겪기 일쑤였다."

디디에 에리본은 푸코 전기에서 푸코 스스로가 "가끔 견디기 어려웠다"고 회상한 이 시기의 분위기를 요약한다. 
"푸코는 모두와 언쟁을 펼쳤고, 분개했으며, 과대망상에 가깝다고 볼 만한 무시무시한 공격성을 사방팔방 보여줬다. 푸코는 스스로 천재성이 있단 것을 알고 그것을 보여주는 것을 좋아했다. 그 결과로, 그는 삽시간에 거의 모두에게 미움받았다. 푸코는 반쯤 미쳤다고 여겨졌다."

푸코는 언어와 특히 인문학— 그에게 큰 감흥을 주게 될 — 에 관한 모리스 메를로퐁티의 강연을 매우 성실하게 들었다. 그렇지만 미셸 푸코는 누구보다도 루이 알튀세르와 가까이 지내며 빠르게 친구가 되었다. 1947년 고등사범학교에 입학하자마자, 당대 수많은 고등사범학교 학생들처럼 푸코는 프랑스 공산당에 가입을 신청한다. 그러나 푸코는 학생 조합에 참여하려 하지 않은고로 가입을 거절당하게 된다. 푸코가 본격적으로 공산당에 가입한 것은 1950년으로, 당시 푸코는 알튀세르의 영향을 받았으나, 대다수의 당원들과는 달리 한번도 적극적으로 활동하지 않았으며, 스탈린 독재기 소련의 실상, 특히 굴라그에 관한 정보를 전해듣게 되자, 1953년 공산당을 탈퇴한다.
1950년 미셸 푸코는 교수 자격 시험에 실패한다. 작문 시험에서 29등을 한 푸코는 가설에 대한 내용을 구술로 강연해야 했다. 푸코는 파르메니데스에 관하여 많은 말을 했으나, 클로드 베르나르나 과학에 관해서는 한마디도 하지 않았다. 심사원은 푸코를 두고 “발의한 주제보다 자신의 박식함을 보여주려 하는데 몰두해 있다”며 흠잡았다. 푸코가 동기들 가운데 가장 뛰어난 학생 중 하나로 평가받을 무렵, 이 실패는 추문을 불러왔다. 알튀세르는 장 라플랑슈에게 푸코에게 눈을 떼지 말라고 요청한다. 두 차례의 자살 시도. 이 위기는 고등사범학교 입시를 실패했을 때보다 더 심각했으나, 그때보다는 짧게 지속됐다. 푸코는 속히 연구하러 돌아왔다. 1951년 그는 공동 2등을 한다.

### 1950년대

#### 경력 초반
1951년부터 1955년까지 루이 알튀세르의 요청으로 미셸 푸코는 고등사범학교에서 심리학을 가르쳤다. 푸코는 자신의 말재주로 울름(고등사범학교의 별칭)에서 꽤 유명해졌다. 폴 벤과 자크 데리다는 이에 감명받았다. 푸코는 전통적인 방법에 따라 학생들을 조르주 도메종이 환자에게 질문하고 검사하는 것을 볼 수 있게끔 데려갔다.
1952년 푸코는 병리심리학 학위를 수여받았고, 책 자체 내용보다 더 긴 서문이 달려 1954년 출판되었던 루트비히 빈스방어의 <꿈과 현존Le Rêve et l'existence>를 번역하였다. 이 독창적인 정신과의사가 행한 실존적 분석은 푸코로 하여금, 나중에 본인이 말했듯이, 강단 정신의학 지식의 억압적인 면을 더 잘 이해할 수 있도록 하였다.
이 시기, 푸코는 생탄 병원(l'hôpital Sainte-Anne)의 실습 심리학자였는데, 훗날 <광기의 역사>를 저술할 무렵에야 이해하게 되는 어떤 "불편함"이라는 감정과 함께하지 아니할 수 없었다. 2년 전, 1950년부터 1952년까지 푸코는 프레네 교도소에서 실험 심리학 분야 역시 연구하였는데, 일주일에 한 번 수감자들에게 가벼운 검사를 했다. 1954년 푸코는 스위스 뮌스터링엔의 롤랑 쿤이 운영하는 의료원에서 수련 생활을 했었는데, 바로 이곳에서 현상학적 정신의학을 소개받게 된다.
같은 해 고등사범학교에서 강사로 일할 무렵, 푸코는 릴 대학교의 죠교로 일하는 것을 받아들여, 1953년부터 1954년까지 그곳에서 심리학을 가르쳤다. 푸코는 이 시기에 작곡가 장 바라케와 교우를 쌓게 되었다. 1954년 푸코는 루이 알튀세르의 요청으로 써 이후 자신의 작품임을 부정한 본인의 처녀작, <정신질환과 성격Maladie mentale et personnalité>을 출간했다.

#### 스웨덴, 폴란드, 독일 (1955-1960)
푸코는 교수 경력을 쌓는 것에 그닥 관심이 없다는 마음을 갑작스레 드러내며, 프랑스를 벗어나 긴 해외 생활을 떠난다. 1955년 푸코는 이후 친구이자 멘토가 되는 조르주 뒤메질이 제안한 스웨덴의 웁살라 대학교의 문화 지도 교사직을 받아들인다. 1957년 7월 푸코는 (파리에서) 조세 코르티가 출판한 레몽 루셀의 <시선La Vue>을 찾았는데, 구하기 어려워진 르메르 출판사에서 나온 것을 구매하길 권유받았다.
1958년 푸코는 1958년 5월 위기 사건들을 보고자 파리로 돌아왔다. 1958년 10월 푸코는 바르샤바로 가고자 스웨덴을 떠났다. 그곳에서 푸코는 폴란드 인민 공화국에서 몇 년 전 폐관된 바르샤바 프랑스 문화원을 대신하고자 창립한 프랑스 문명 센터의 창립식을 맡았다. 푸코는 바르샤바 대학교와 로망스제어 연구소에서 강의를 했다. 1959년 푸코는 자신의 일과 교우 관계에 당황한 공산주의 정치경찰을 염려하여 폴란드를 떠나게 되는데, 브와디스와프 고무우카가 푸코의 출국을 요구했다. 1959년 초 푸코는 서독 함부르크에 자리를 잡게 된다. 푸코는 함부르크의 프랑스 문화원 원장직을 맡았다. 그곳에서 푸코는 함부르크 대학교 철학과에서 프랑스 문학 강의를 하며, 논문 작업 역시 계속 하였다.

### 1960년대
현재의 비평가들은 그의 작업을 포스트모더니즘이나 후기 구조주의의 관점에서 기술하는 데 반해, 1960년대에는 그를 구조주의와 연결하는 경우가 많았다. 초기의 푸코는 이런 설명에 불만이 없었으나, 나중에는 구조주의자들의 접근 방식과 자신의 방식과의 차이를 강조했다. 자신의 작업에 포스트모더니즘이라는 설명이 붙는 것도 환영하지 않았으며, 자신은 어떻게 '근대성(modernité)'이 정의되는지에 관심이 있을 뿐이라고 말했다.

#### 1960-1961: 《광기의 역사》
푸코는 논문을 마치고 클레르몽페랑 대학교 문과대학 철학과 학과장 쥘 뷔이맹의 초청으로 그곳에서 자리를 맡고자 1960년 프랑스에 돌아온다. 두 사람은 긴 시간동안 우정을 쌓는다. 푸코의 동료로는 미셸 세르가 있었다. 그곳에서 푸코는 또한 다니엘 드페르를 만나, 죽을 때까지 친분을 유지한다.

### 1970년대
1970년 이후 콜레주 드 프랑스의 사상사 교수를 지냈다. 콜레주 드 프랑스 교수로 있을 때 《사유 체계의 역사》를 가르쳤는데, 이 과목의 이름은 그가 직접 붙인 것이다. 그의 글은 인문학, 사회과학의 많은 영역에 걸쳐 지대한 영향을 주었다.
푸코는 다양한 사회적 기구에 대한 비판, 특히 정신의학, 의학, 감옥의 체계에 대한 비판과 성의 역사에 대한 사상을 통해 널리 알려졌다. 또한 권력과 지식의 관계에 대한 이론들과 서양의 지식의 역사에 관한 '담론'을 다루는 그의 사상은 많은 토론을 불러일으켰다.

#### 콜레주 드 프랑스 강의
1969년 11월 미셸 푸코는 교육과 연구에 있어 저명한 프랑스 기관인 콜레주 드 프랑스에 스스로 "사유 체계의 역사Histoire des systèmes de pensée"라 칭한 교수직에 뽑혔다. 푸코의 임용은 쥘 뷔이맹이 지지했다. 1971년 출간된 <담론의 질서L'Ordre du discours>는 푸코의 첫 강의로 구성되어 있다.
| 연도      | 강의 원제목 한국어 제목 (번역본이 있을 시 번역본 제목에 따름. 굵은 글씨는 번역본 제목.)        | 출간연도 |
| --------- | ---------------------------------------------------------------------------------------------- | -------- |
| 1970-1971 | La Volonté de savoir 지식의 의지에 관한 강의                                                   | 2011     |
| 1971-1972 | Théories et institutions pénales 형벌이론과 기관                                               | 2015     |
| 1972-1973 | La Société punitive 처벌사회                                                                   | 2013     |
| 1973-1974 | Le Pouvoir psychiatrique 정신의학의 권력                                                       | 2003     |
| 1974-1975 | Les Anormaux 이상자(異常者)                                                                    | 1999     |
| 1975-1976 | « Il faut défendre la société » 사회를 보호해야 한다                                           | 1997     |
| 1976-1977 | (안식년)                                                                                       | (안식년) |
| 1977-1978 | Sécurité, territoire et population 안전, 영토, 인구                                            | 2004     |
| 1978-1979 | Naissance de la biopolitique 생명관리정치의 탄생                                               | 2004     |
| 1979-1980 | Du Gouvernement des vivants 현 정부에 관하여                                                   | 2012     |
| 1980-1981 | Subjectivité et vérité 진리와 주체성                                                           | 2014     |
| 1981-1982 | L'Herméneutique du sujet 주체의 해석학                                                         | 2001     |
| 1982-1983 | Le Gouvernement de soi et des autres 자체와 타인의 정부                                        | 2008     |
| 1983-1984 | Le Gouvernement de soi et des autres : le courage de la vérité 자체와 타인의 정부: 진리의 용기 | 2009     |

### 말년
푸코는 1984년 6월 25일 만 57세에 파리에서 AIDS 합병증으로 사망하였다. 프랑스인 유명 인사로는 처음인 AIDS 사망자였다. 당시만 해도 AIDS를 잘 모르던 시기로 그의 죽음은 그 후 논란을 일으켰다. 그리고 르 몽드 지에 실린 그의 사망 기사에는 감염을 시사하는 내용만 담았다.

## 철학

### 담론
푸코에 있어 ‘담론’(discours)이라는 말은 넓게 사용되기도 하고, 좁게 사용되기도 한다. 푸코는 한편으로는 이 말을 ‘언표(言表)들의 집합’이라는 뜻으로 사용한다. 그리고 언표란 언어에 대한 매우 포괄적인 규정이므로 이러한 맥락에서는 이 말을 담화, 담론, 언설, 과학적 언설 등을 모두 포괄하는 것으로 이해할 수 있다. 그러나 푸코 철학의 대부분의 맥락에서 이 말은 푸코 특유의 철학적 구도를 함축하는 의미로 사용된다.

### 주체성 비판
서양 사상사에 관한 담론 표현에 대한 푸코의 연구는 매우 폭넓게 거론되어 왔는데, <말과 사물>에서 제기된 “인간의 죽음”이라는 이미지, 또는 <자기 배려>에서 새로이 활용된, 주체에 관련하여 고전 철학에서 항상 문제시 되어온 주체화(subjectivation)라는 개념 등을 들 수 있겠다.
철학자로서의 푸코는 당대 시사 문제에 관하여 그 자신이 취한 입장과, 그리고 집단적 정체성에 대한 끊임없는 문제제기와, 그리고 조류 참여에 대한 정치적 적극성 - 특히 LGBT 운동 - 과 뗄래야 뗄 수 없다. 고로 푸코는 정적이고 객체화된 의미의 하나의 “정체성”보다는 주체화의 과정으로서의 “삶의 방식”에 관심을 보인 듯 하다.
주체성이라는 주제(와 여타 주제들)에 관하여, 푸코에게 가장 영향을 끼친 두 철학자는 바로 니체와 하이데거이다.

### 푸코의 계보학
계보학이란 계보(系譜)·계도(系圖)에 관한 진위를 밝히기 위한 학문을 말한다. 계보학은 유산의 상속이나 왕위의 계승과 같은 실질적인 문제를 해결하기 위해 계보를 연구하게 되면서 생겨난 것이었으나, 역사의 연구에 있어서도 인물 간의 관계를 밝히는 작업에 보조적인 수단으로 사용되었다.
푸코는 1970년대 전반에 출판한 일련의 글과 대담에서 프리드리히 니체로부터 빌려온 계보학이라는 단어에 관한 자신의 개념을 규정하고 정교하게 했다. 푸코는 계보학은 “사물은 어떠한 본질도 갖고 있지 않다”는 것을 입증하는 일이라고 주장했다.
투쟁에 대한 역사적 지식을 수립하고 그 지식을 전략적으로 이용하게 만드는 넓은 지식과 지엽적인 기억의 결합을 계보학이라는 용어로 부르자고 주장한 것이다. 이 때의 계보학은 역사가 침묵시켜 왔던 사람들의 묻혀진 텍스트를 복원하는 것뿐만이 아니라, 이전의 역사적 절차가 무시했던 방법들을 이용한다. 고고학이 한 종류의 물질적인 것, 즉 어법에 질서를 부여하는 것을 목표로 한다면 계보학은 또 다른 것, 즉 육체에 질서를 부여하는 것을 목표로 한다.

### 고고학과 계보학
푸코는 《지식의 고고학》(1969)에서 고고학의 특징 몇 가지를 정리하는데, 그 가운데 다음과 같은 문장을 주목해야 한다. “고고학은 해석적인 과목이 아니다. 그것은 보다 잘 숨겨져 있는 ‘다른 담론’을 찾지 않는다.” 즉 고고학은 여러 시대의 담론들 배후에서 하나의 고정된 진리를 해석해내지 않는다. 고고학의 또 다른 특징은 역사상의 시기들 간의 ‘불연속성’이다. “불연속성이란 몇 년의 시한 내에서 어떤 문화가 그때까지 생각해 왔던 것을 이제는 더 이상 사고하지 않으며, 새로운 방식으로 다른 것을 사고하기 시작한다는 사실이다.” 사람들은 흔히 역사는 연속적인 발전과정을 가진다고 여긴다. 그러나 고고학은 역사상의 시기들은 인과율 없이 단절 되었다고 생각한다.
한 시대가 어떤 특정 법칙이나 관계를 진리로 생각하게 되었는지를 파헤치는 것이 푸코의 《지식의 고고학》이다. 푸코가 1970년대 고고학 대신, 니체의 방법을 계승하여 내세운 계보학의 가장 큰 특징은, 한 시대의 지식의 구성 조건으로 당대의 ‘권력’을 고려하게 되었다는 점이다. 계보학적 방법을 적용한 대표적 작품이 감옥의 역사를 연구한 《감시와 처벌》(1975)인데, 지식의 성립 조건으로 당대의 권력이 고려되지 않을 수 없음을 말하고 있다.

### 권력 이론
푸코는 우리 정체성의 모든 측면들은 권력관계의 산물로 인식한다. 권력이란 사회관계 전체에 퍼져있는 힘의 흐름으로 개인이나 집단에 포함된 것이 아니라 사회전체를 아우르는 힘이다. 그렇기 때문에 권력이 개인들이나 기구들의 손에 독점,소유 될 수 없고 그저 우리의 생각을 구조화하는 사회적인 현상으로 보았다. 그렇기 때문에 푸코의 이론 속에서 권력이 반드시 지배와 연관되지 않는다고 보았다. 권력은 하향적 방식으로만 작동하는 것이 아니며 지배란 사회 내 권력의 일차적 표현들 중의 하나로서 계급 관계의 형태를 띨 수도 있지만 권력의 복잡한 작동이 계급 관계라는 단일한 요소로 환원될 수는 없다.

### 푸코의 용어
- 아카이브 (Archive)
- 생명정치 (Biopolitique)
- 생체권력 (Biopouvoir)
- 장치 (Dispositif)
- 발화 (Énoncé)
- 인식 체계 (Epistémè)
- 통치성 (Gouvernementalité)
- 헤테로토피아 (Hétérotopie)
- 규율기관 (Institution disciplinaire)
- 가시성 (Visibilités)

## 저서 목록
한국어로 번역된 책들
- 《정신병과 심리학》(Maladie mentale et psychologie ,1954) : 먼저 출간했던 <정신병과 인격체>의 일부를 제목을 수정하여 재출간한 것임 ISBN 89-8281-522-8
- 《광기의 역사》(Histoire de la folie à l'âge classique ,1961) ISBN 89-300-3900-6
- 《말과 사물》(Les mots et les choses ,1966), 이규현 옮김(2012년 2월, 민음사) ISBN 89-374-4006-7
- 《지식의 고고학》(L'archéologie du savoir, 1969), 이정우 옮김, 민음사 ISBN 89-374-1603-4
- 《담론의 질서》(L'ordre du discours ,1971) : 콜레주 드 프랑스에 취임하면서 행한 연설문을 정리한 책 ISBN 89-7273-048-3
- 《비정상인들》, 박정자 옮김, 동문선 : 1974년과 75년에 걸쳐 '콜레주 드 프랑스'에서 했던 11번의 강의를 엮은 것
- 《감시와 처벌》(Surveiller et punir, 1975), 오생근 옮김 ISBN 89-300-3248-6
- 《사회를 보호해야 한다》, 박정자 옮김, 동문선 : 1976년 '콜레주 드 프랑스'에서 했던 강의록
- 《성의 역사》(Histoire de la sexualité) 1: 앎의 의지 (La volonté de savoir), 2: 쾌락의 활용 (L'usage des plaisirs) , 3: 자기 배려 (souci de soi), 이규현, 이영목, 문경자, 신은영 등 옮김, 나남
- 《주체의 해석학》(L'Hermeneutique du sujet : Cours au Collège de France (1981-1982)), 심세광 옮김, 동문선.
- 《생명관리정치의 탄생- 콜레주드프랑스 강의 1978~79년》(Naissance de la biopolitique: Cours au College de France 1978~1979) , 오르트망 옮김, 난장
- 《안전, 영토, 인구- 콜레주드프랑스 강의 1977~78년》(Securite, territoire, population: Cours au College de France 1977~1978) , 오르트망 옮김, 난장
- 《헤테로토피아》(Les Heterotopics), 이상길 옮김, 문학과지성사.

## 푸코에 대한 연구서
- 《미셸 푸코》 디디에 에리본 저, 박정자 옮김(1995), 시각과언어. ISBN 978-89-85449-54-0

## 논란
기 소르망은 푸코가 소아성애증을 갖고 있었다고 주장하였다. 2021년 소르망은 《디 차이트(Die Zeit)》와의 인터뷰에서 자신이 직접 푸코의 소아성애를 목격한 것은 아니라고 발언했으며, 필리프 슈발리에(Philippe Chevallier)는 소르망의 의혹 제기가 일관성이 부족하다고 지적했다.

## 같이 보기
- 생명정치
- 토머스 사스

### 내용주
1. ↑  이 이름은 흔한 이름으로 푸코가 훗날 책에서 다룬 존속 살해자와는 물론 동명이인이다. 모레노 페스타냐, 호세 루이스 (2006). 《En devenant Foucault - Sociogenèse d'un grand philosophe》. 샹 소시얄. 번역 Ph. 헌트. 파리: 크로캉 출판사. 28쪽.참고.

### 참조주
1. ↑  Eribon 2011, 16쪽.
2. ↑  《Foucault, management and organization theory : from panopticon to technologies of self》. London: Sage Publications. 1998. ISBN 9780857022868.
3. ↑  “The most cited authors of books in the humanities” (영어). 2009년 3월.
4. ↑  다니엘 드페르, ≪Chronologie≫, Dits et écrits 중, I, 13쪽 : "푸아티에 드라비시타시용de la Visitation가 10번지, 훗날의 아르튀르랑크Arthur-Ranc가에서 출생."
5. ↑  [푸코의] 가족은 유복했다. 푸코 부인은 도시에서 20킬로미터 떨어진 저택을 소유하고 있었다... 정원으로 둘러싸인 화려한 건물이었다. 푸코 부인은 땅, 농지, 밭까지 갖고 있었다. (...) 즉, 푸코가(家)는 돈 걱정 할 일이 없었다.
 에리봉, 디디에 (2011). 《Michel Foucault》. 샹 전기. 파리: 플라마리용. 16쪽.
6. ↑  프랑스 명사(名士) 인명록, 1979-1980년 판, 625쪽.
7. ↑  특히 한 인물이 이 어린 소년을 사로잡았다. 바로 샤를마뉴이다. 푸코 부인이 말하길, 열두살 때부터 아들은 역사를... 남동생과 누나에게 가르쳤다.
 (에리봉 2011, 21쪽).
8. ↑  에리봉 2011, 16쪽.
9. ↑  공립 학교에서 종교 학교로 옮긴 것과 아들의 학업 성취를 위하여 인맥을 철저히 활용한 것은 어머니가 어린 폴미셸의 미래를 통제하고자 애썼음을 잘 보여준다.
(모레노 페스타냐 2006, 28-29쪽).
10. ↑  <안셀무스와 헤겔의 존재론적 논증L'Argument ontologique chez Saint Anselme et chez Hegel>의 저자, 루이 지라르의 철학 입문자
, Bodream ou rêve de Bodrum, 장피에르 티올레, 아나그람 출판사, 파리, 2010, p.111.
11. ↑  에리봉 2011, 23쪽.
12. ↑  에리봉 2011, 26쪽.
13. ↑  에리봉 2011, 28쪽.
14. ↑  미셸 푸코, Dits et écrits, II, 783쪽.
15. ↑  모레노 페스타냐 2006, 41쪽.
16. ↑  에리봉 2011, 34쪽.
17. ↑  에리봉 2011, 38쪽.
18. ↑  에리봉 2011, 45쪽.
19. ↑  모레노 페스타냐 2006, 48쪽.
20. ↑  에리봉 2011, 48쪽.
21. ↑  에리봉 2011, 49쪽.
22. ↑  《네이버 지식백과》문화 연구자, 2013.02.25., 커뮤니케이션북스
23. ↑  김호기. (김호기의 세상을 뒤흔든 사상 70년)(17) 여자·아이 등 ‘타자’에 대한 지식 해부…일상에 내재한 권력 비판. 경향신문. 2016년 7월 12일.
24. ↑  Michel Foucault, Dits et écrits I, Gallimard, 2001, p. 46.
25. ↑  “Huit leçons lues (5/8) : Leçon inaugurale de Michel Foucault” (프랑스어). 19 août 2018.
26. ↑  “L'ordre du discours - Blanche - GALLIMARD - Site Gallimard” (프랑스어).
27. ↑  “Les Éditions de l'EHESS: Foucault”. 2021년 5월 6일에 원본 문서에서 보존된 문서. 2020년 12월 25일에 확인함.
28. ↑  O'Farrell, Claire. "Letter to The Times Literary Supplement (unpublished)" 보관됨 2012-03-20 - 웨이백 머신 Letter written in 2002 in the context of a controversy over Foucault's death from AIDS. Retrieved on 04 February 2008
29. ↑  서동욱, 《미셸 푸코》, 네이버 캐스트
30. ↑  “철학자 미셸 푸코, 소년들 성착취... 기 소르망 충격 폭로”. 《www.msn.com》. 2021.3..31.
31. ↑  Blume, Georg (2021년 4월 8일). “Foucaults tunesische Jungen”. 《ZEIT ONLINE》. 2021년 4월 11일에 확인함.
32. ↑  Chevallier, Philippe (2021년 4월 9일). “Michel Foucault et la pédophilie : enquête sur un emballement médiatique”. 《L'express》. 2021년 4월 11일에 확인함.